# S-Bahn Mitteldeutschland
Az S-Bahn Mitteldeutschland egy S-Bahn hálózat Lipcsében és környékén Németországban. A hálózat 10 vonalból áll, teljes hossza 802 km, melyen 145 állomás található. A hálózaton DB 425 sorozatú motorvonatok közlekednek,  munkanapokon kb. 60 000 utast szállítva el. A szerelvények legkisebb követési távolsága 30 perc. Az első vonal 2013. december 15-én nyílt meg, miután forgalomba helyezték a Lipcsei városi alagutat.

## Vonalak
| Járat | Útvonal | Ütem (percben)                                  |
| ----- | --- | ----------------------------------------------- |
| S 1   | Leipzig Miltitzer Allee – Le Karlsruher Straße – Le Allee Center – Le-Grünauer Allee – Le-Plagwitz – Le-Lindenau – Le-Leutzsch – Le-Möckern – Le Coppiplatz – Le-Gohlis – Leipzig Hbf (tief) – Leipzig Markt – Le Wilhelm-Leuschner-Platz – Le Bayerischer Bahnhof – Leipzig MDR – Le Völkerschlachtdenkmal – Leipzig-Stötteritz | 30                                              |
| S 2   | Jüterbog – Niedergörsdorf – Blönsdorf – Zahna – Bülzig – Zörnigall – Lutherstadt Wittenberg Hbf | Napi egy                                        |
| S 2   | Lutherstadt Wittenberg Hbf – Pratau – Bergwitz – Radis – Gräfenhainichen – Burgkemnitz – Muldenstein – Bitterfeld | 120                                             |
| S 2   | Dessau Hbf – Dessau Süd – Marke – Raguhn – Jeßnitz (Anh) – Wolfen (Kr Bitterfeld) – Greppin – Bitterfeld | 120                                             |
| S 2   | Bitterfeld – Petersroda – Delitzsch unterer Bf | 30 (hétfőtől péntekig) 60 (szombat és vasárnap) |
| S 2   | Delitzsch unterer Bf – Zschortau – Rackwitz (b Leipzig) – Leipzig Messe – Le Essener Straße – Le Nord – Leipzig Hbf (tief) – Leipzig Markt – Le Wilhelm-Leuschner-Platz – Le Bayerischer Bahnhof – Leipzig MDR – Le Völkerschlachtdenkmal – Leipzig-Stötteritz | 30                                              |
| S 3   | Halle-Trotha – Halle Wohnstadt Nord – Halle Zoo – Halle Dessauer Brücke – Halle Steintorbrücke – Halle (Saale) Hbf | 60                                              |
| S 3   | Halle (Saale) Hbf – Halle Messe – Dieskau – Gröbers – Großkugel – Schkeuditz West – Schkeuditz – Le-Lützschena – Le-Wahren – Le Slevogtstraße – Le Olbrichtstraße – Leipzig-Gohlis – Leipzig Hbf (tief) – Leipzig Markt – Le Wilhelm-Leuschner-Platz – Le Bayerischer Bahnhof – Leipzig MDR – Leipzig-Connewitz | 30                                              |
| S 3   | Leipzig-Connewitz – Markkleeberg Nord – Markkleeberg – Markkleeberg-Großstädteln – Markkleeberg-Gaschwitz | 30 (hétfőtől péntekig)                          |
| S 4   | Hoyerswerda – Schwarzkollm – Lauta (Niederlausitz) – Hosena – Ruhland – Lauchhammer – Plessa – Elsterwerda-Biehla – Bad Liebenwerda – Falkenberg (Elster) – Rehfeld (b Falkenberg/Elster) – Beilrode – Torgau | 120                                             |
| S 4   | Torgau – Mockrehna – Doberschütz – Eilenburg Ost | 120 30/60/30 (HVZ)                              |
| S 4   | Eilenburg Ost – Eilenburg | 60 30/60/30 (HVZ)                               |
| S 4   | Eilenburg – Jesewitz (b Leipzig) – Pönitz (b Leipzig) – Taucha (b Leipzig) – Le-Heiterblick – Le-Thekla – Le Nord – Leipzig Hbf (tief) – Leipzig Markt – Le Wilhelm-Leuschner-Platz – Le Bayerischer Bahnhof – Leipzig MDR – Le Völkerschlachtdenkmal – Leipzig-Stötteritz – Le Anger-Crottendorf – Le-Engelsdorf – Borsdorf – Gerichshain – Machern (Sachs) – Altenbach – Bennewitz – Wurzen Bedarfshalt am Haltepunkt Le-Heiterblick, Halt in Jesewitz, Pönitz, Le-Heiterblick und Le-Thekla im 30/60/30'-Takt. | 30                                              |
| S 4   | Wurzen – Kühren – Dahlen (Sachs) – Oschatz | napi egy                                        |
| S 5   | Halle (Saale) Hbf – Flughafen Leipzig/Halle – Leipzig Messe – Leipzig Hbf (tief) – Leipzig Markt – Le Wilhelm-Leuschner-Platz – Le Bayerischer Bahnhof – Leipzig MDR – Leipzig-Connewitz – Markkleeberg Nord – Markkleeberg – Böhlen (b Leipzig) – Böhlen Werke – Neukieritzsch – Deutzen – Regis-Breitingen – Treben-Lehma – Altenburg Bedarfshalt am Haltepunkt Böhlen Werke. | 60                                              |
| S 5   | Altenburg – Lehndorf (Kr Altenburg) – Gößnitz – Ponitz – Crimmitschau – Schweinsburg-Culten – Werdau Nord – Werdau – Steinpleis – Lichtentanne (Sachs) – Zwickau (Sachs) Hbf | 120                                             |
| S 5X  | Halle (Saale) Hbf – Flughafen Leipzig/Halle – Leipzig Messe – Leipzig Hbf (tief) – Leipzig Markt – Le Wilhelm-Leuschner-Platz – Le Bayerischer Bahnhof – Leipzig MDR – Le-Connewitz – Markkleeberg Nord – Markkleeberg – Böhlen (b Leipzig) – Altenburg – Gößnitz – Crimmitschau – Werdau – Zwickau (Sachs) Hbf | 60                                              |
| S 6   | Leipzig Messe – Leipzig Essener Straße – Leipzig Nord – Leipzig Hbf (tief) – Leipzig Markt – Le Wilhelm-Leuschner-Platz – Le Bayerischer Bahnhof – Leipzig MDR – Leipzig-Connewitz – Markkleeberg Nord – Markkleeberg – Markkleeberg-Großstädteln – Markkleeberg-Gaschwitz – Großdeuben – Böhlen (b Leipzig) – Böhlen Werke – Neukieritzsch – Lobstädt – Borna (b Leipzig) Bedarfshalt am Haltepunkt Böhlen Werke.                                                                                                | 30                                              |
| S 6   | Borna (b Leipzig) – Petergrube – Neukirchen-Wyhra – Frohburg – Geithain Bedarfshalt am Haltepunkt Petergrube und Neukirchen-Wyhra. | 60                                              |
| S 7   | Halle (Saale) Hbf – Halle Rosengarten – Halle-Silberhöhe – Halle-Südstadt – Halle Zscherbener Straße – Halle-Neustadt – Halle-Nietleben | 30                                              |
| S 8   | Jüterbog – Niedergörsdorf – Blönsdorf – Zahna – Bülzig – Zörnigall – Lutherstadt Wittenberg Hbf | napi egy                                        |
| S 8   | Lutherstadt Wittenberg Hbf – Pratau – Bergwitz – Radis – Gräfenhainichen – Burgkemnitz – Muldenstein – Bitterfeld | 120                                             |
| S 8   | Dessau Hbf – Dessau Süd – Marke – Raguhn – Jeßnitz (Anh) – Wolfen (Kr Bitterfeld) – Greppin – Bitterfeld | 120                                             |
| S 8   | Bitterfeld – Roitzsch (Kr Bitterfeld) – Brehna – Landsberg (b Halle/Saale) – Hohenthurm – Halle (Saale) Hbf | 30 (hétfőtől péntekig) 60 (szombat és vasárnap) |
| S 9   | Halle (Saale) Hbf – Peißen – Reußen – Landsberg (b Halle/Saale) Süd – Klitschmar – Kyhna – Delitzsch oberer Bahnhof – Hohenroda – Krensitz – Kämmereiforst – Eilenburg | 120 60 (HVZ)                                    |

## Járművek
Jelenlegi járművek:
- Bombardier Talent 2 (80)

## Képgaléria

Talent-2 motorvonat az S-Bahn Mitteldeutschland Netz I nevű hálózaton
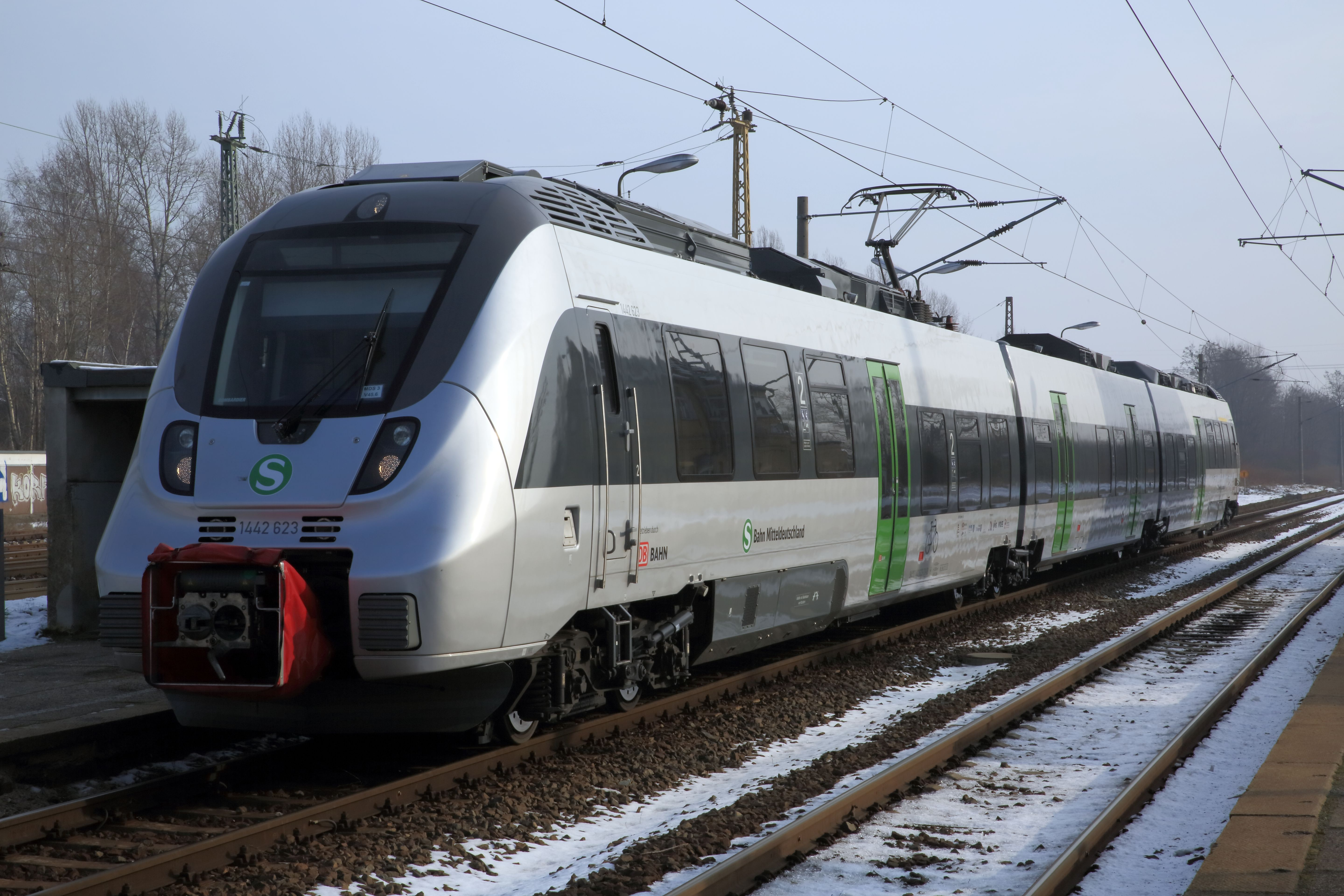
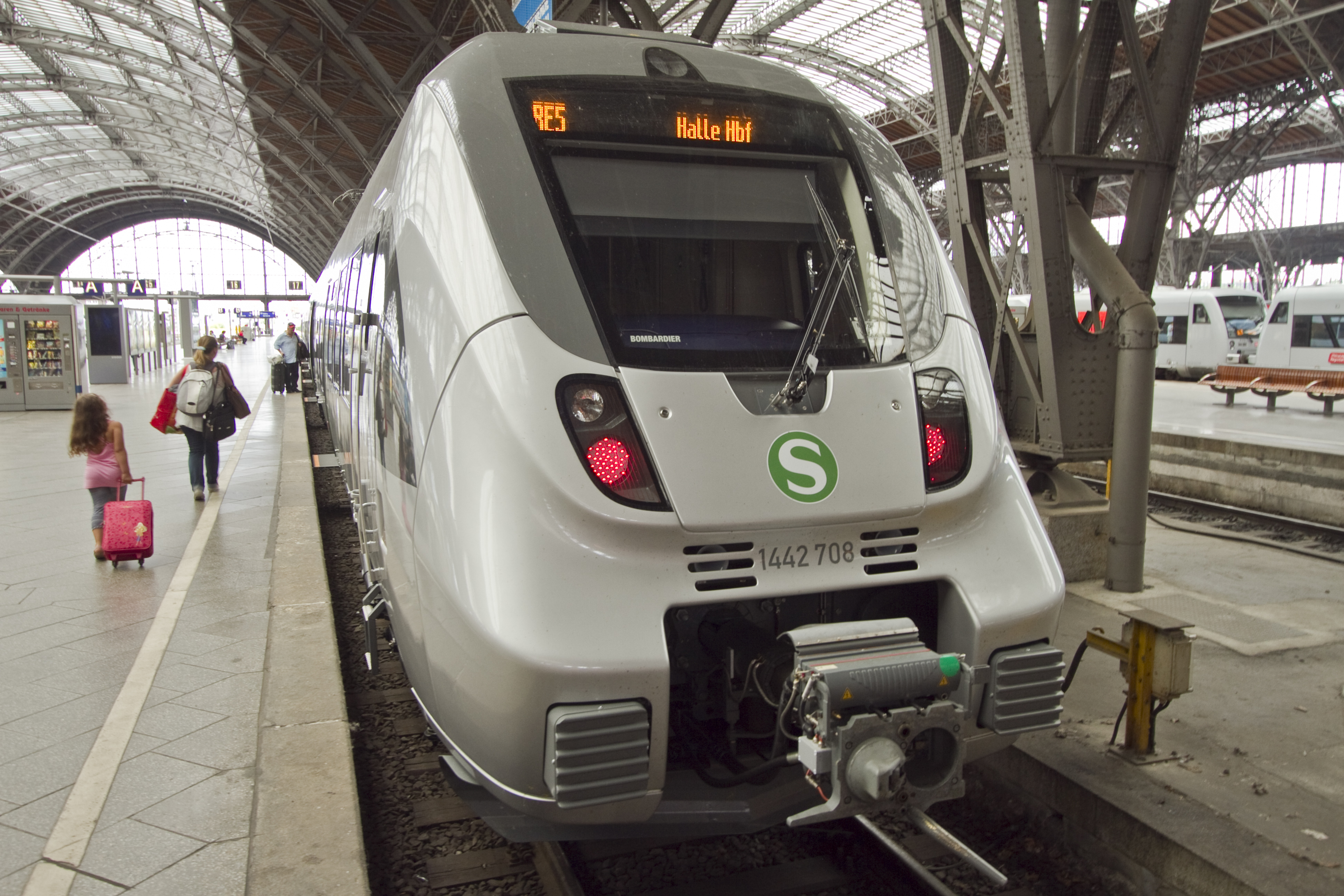
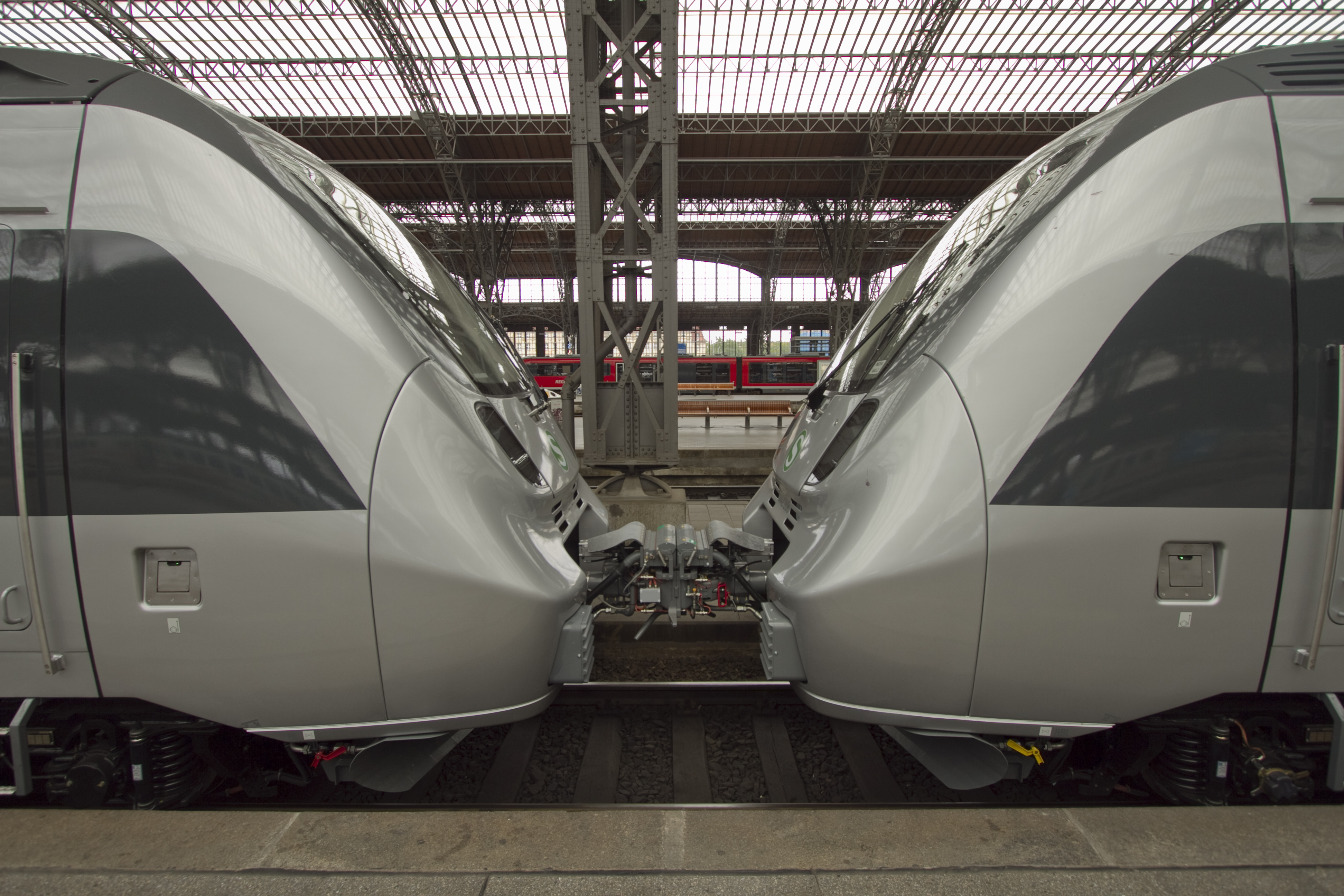
Kapcsolókészülék két motorvonat között
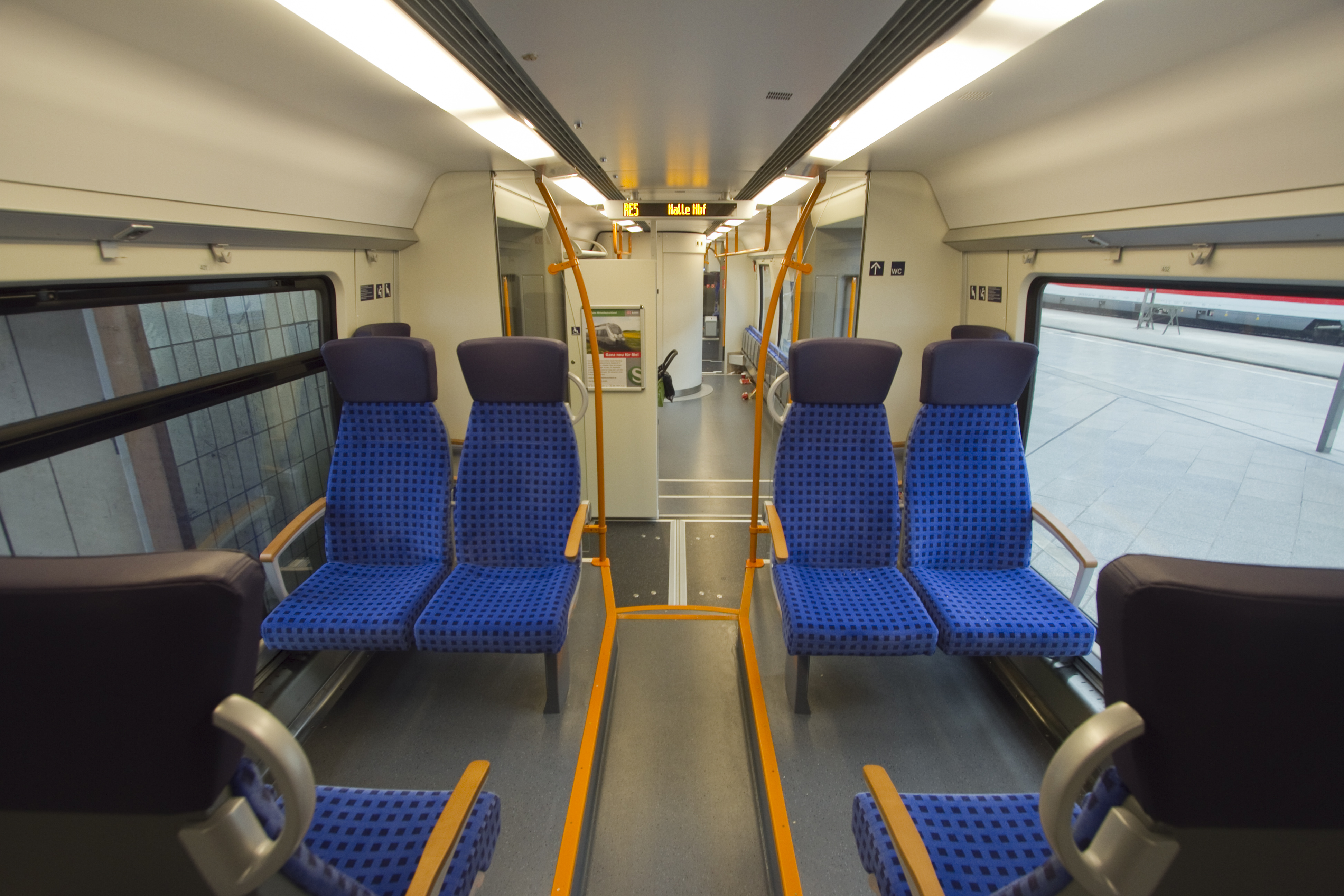
Utastér az ülőhelyeknél
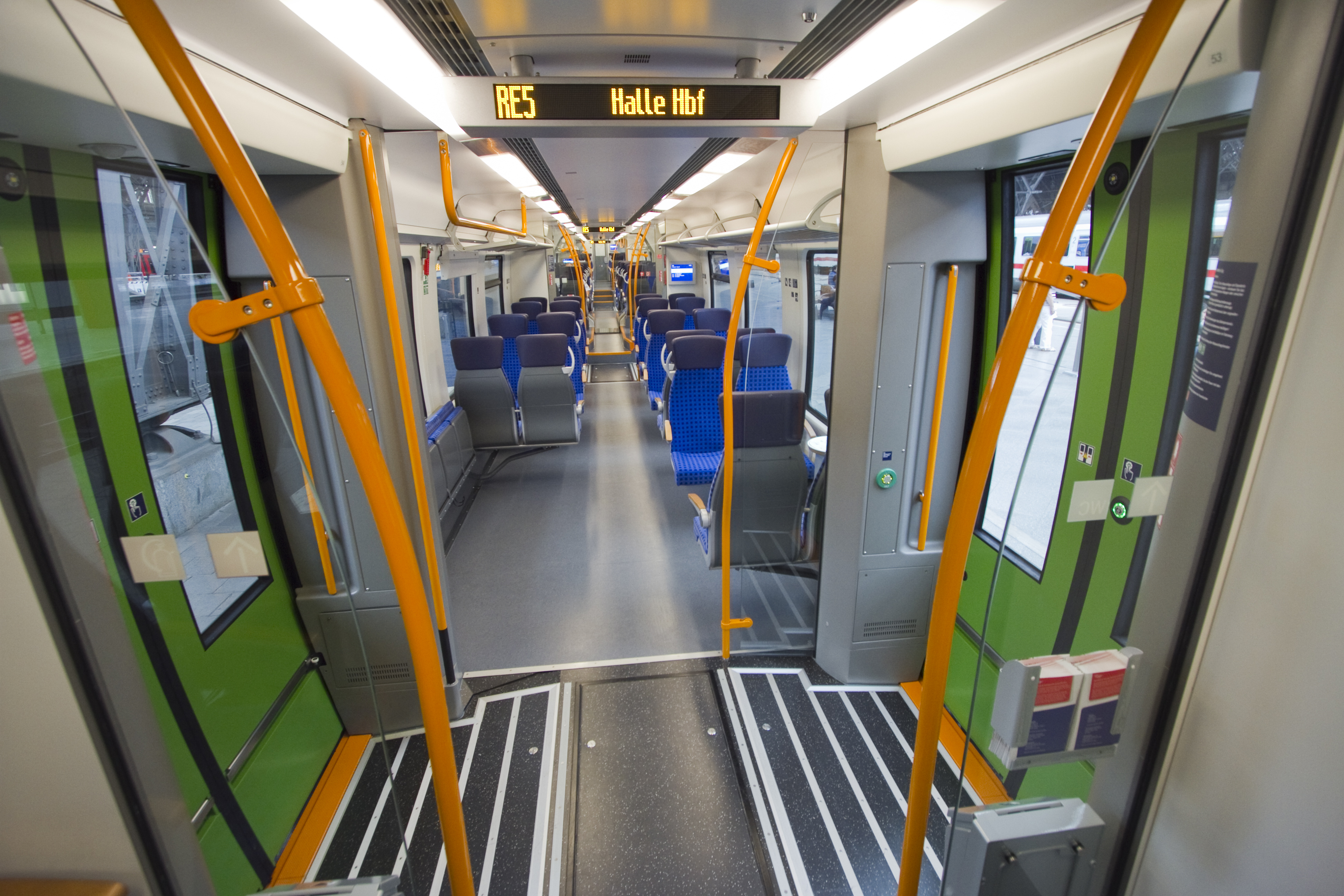
Utastér az ajtóknál
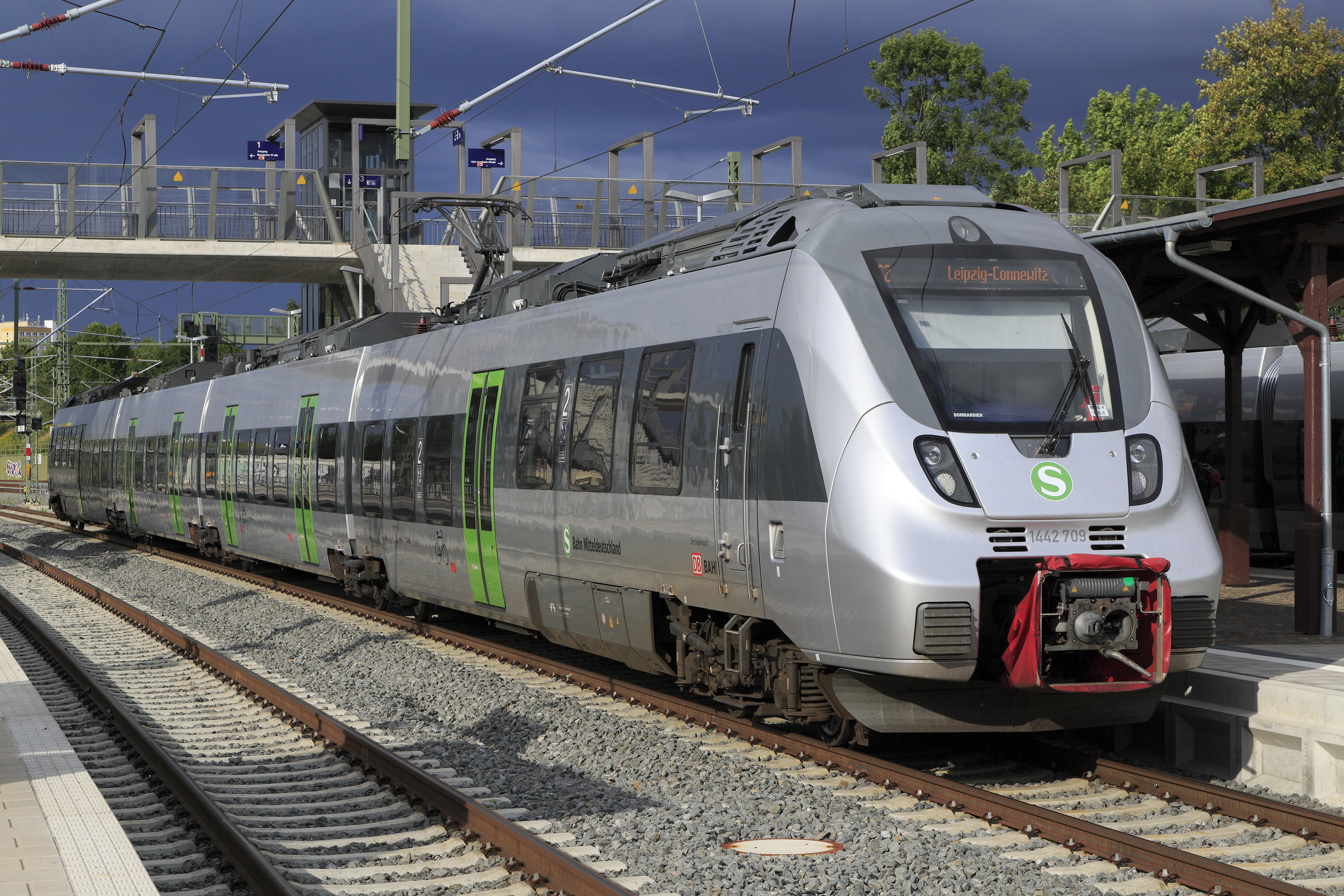

Talent-2 motorvonat az S-Bahn Mitteldeutschland Netz II nevű hálózaton
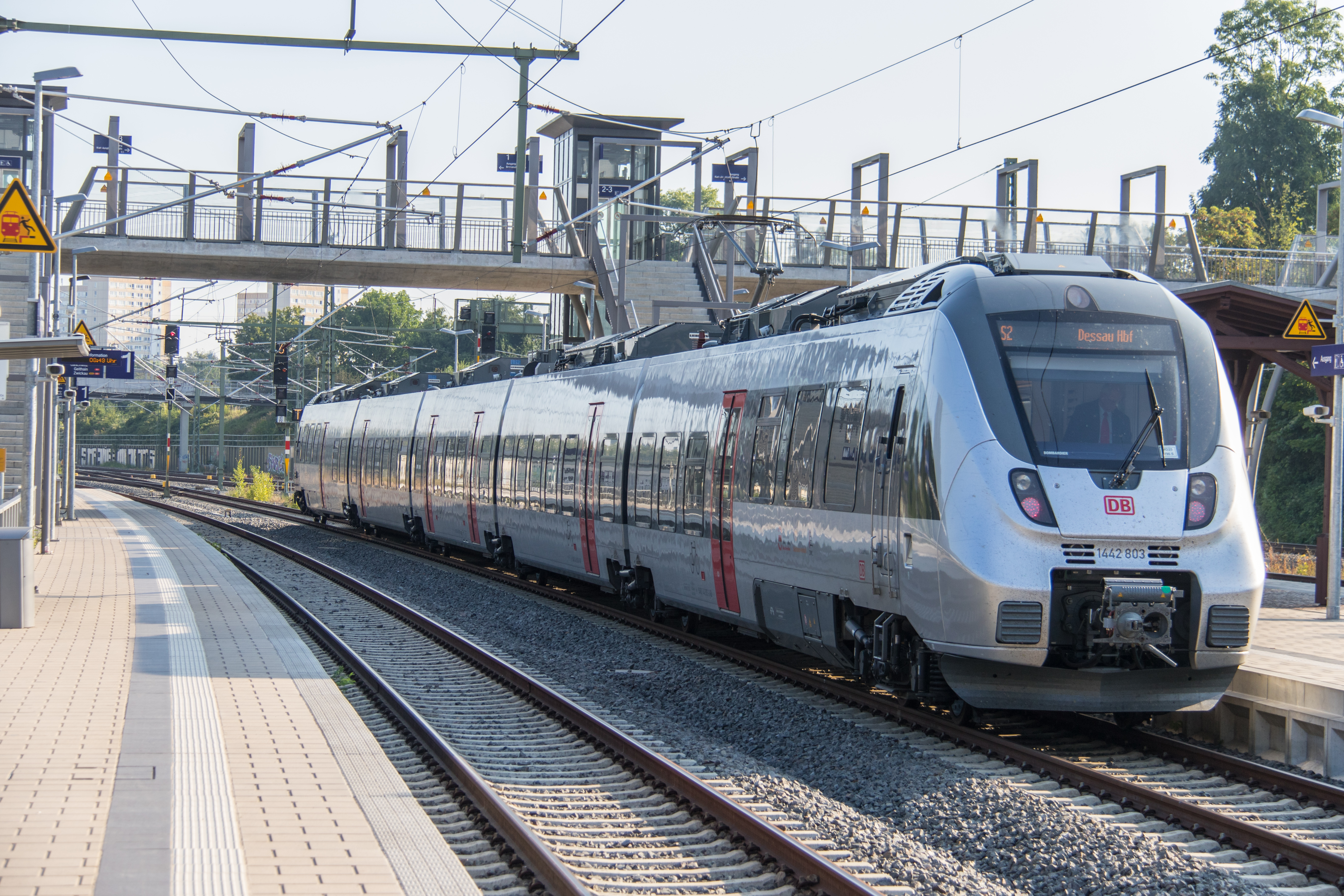
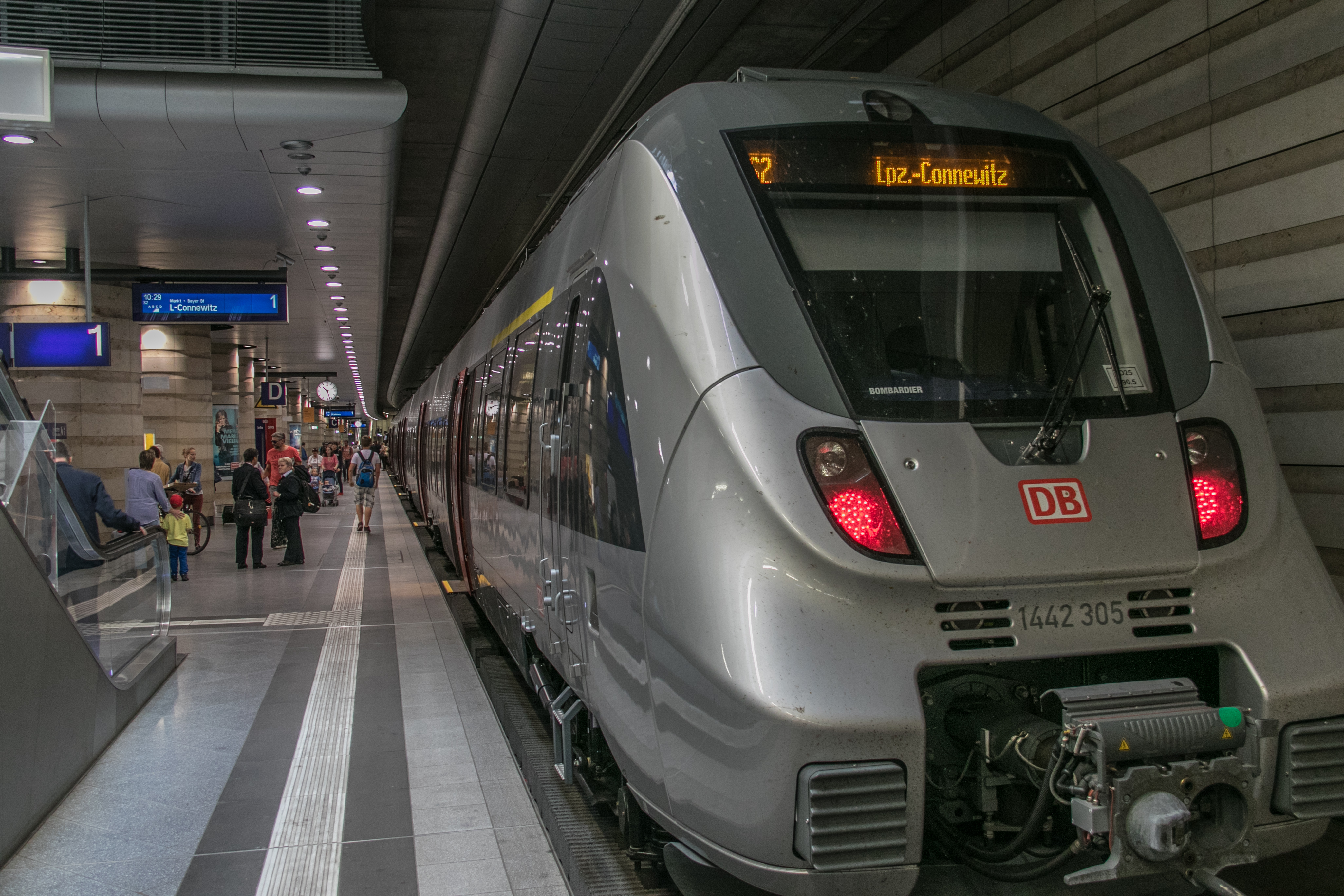
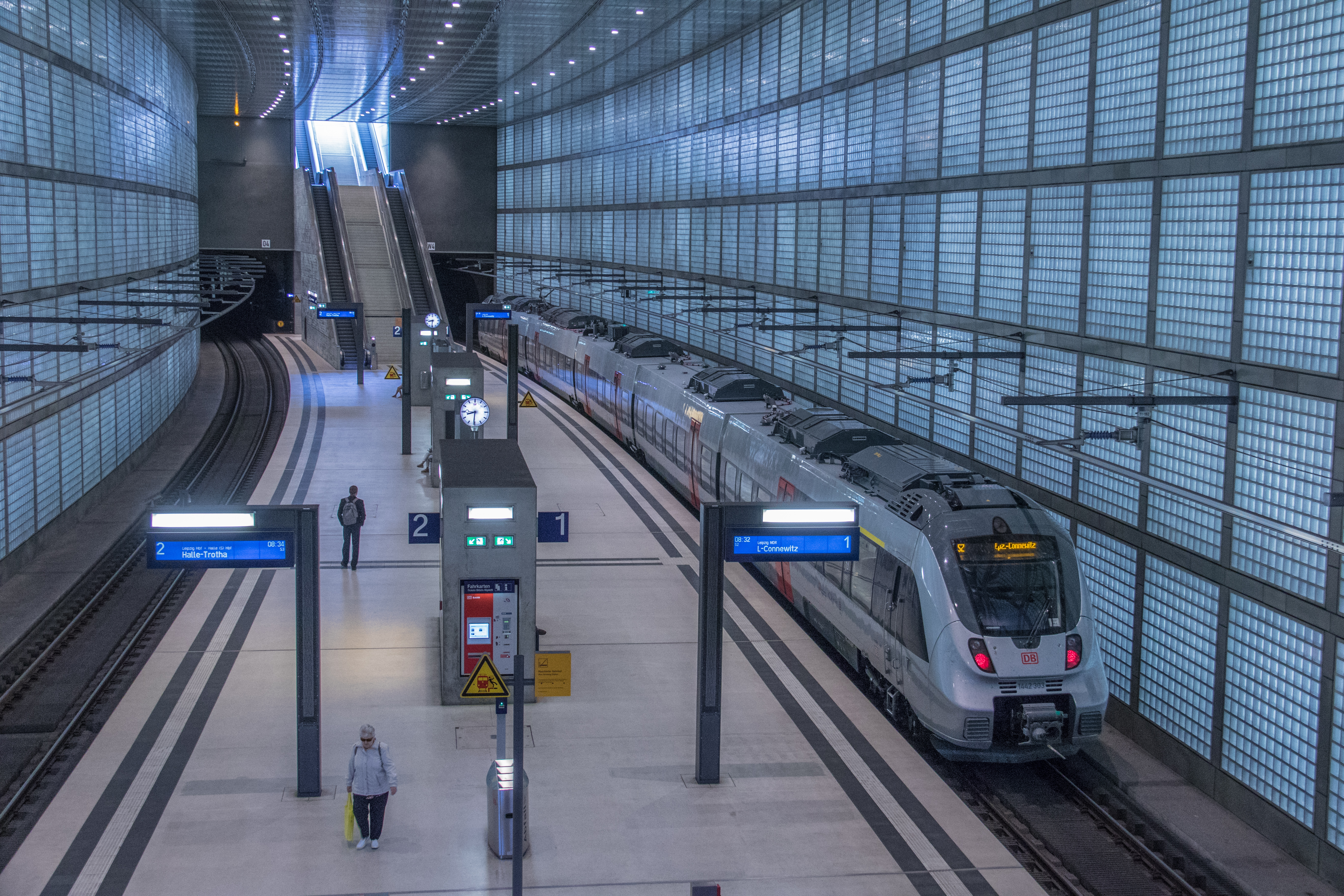
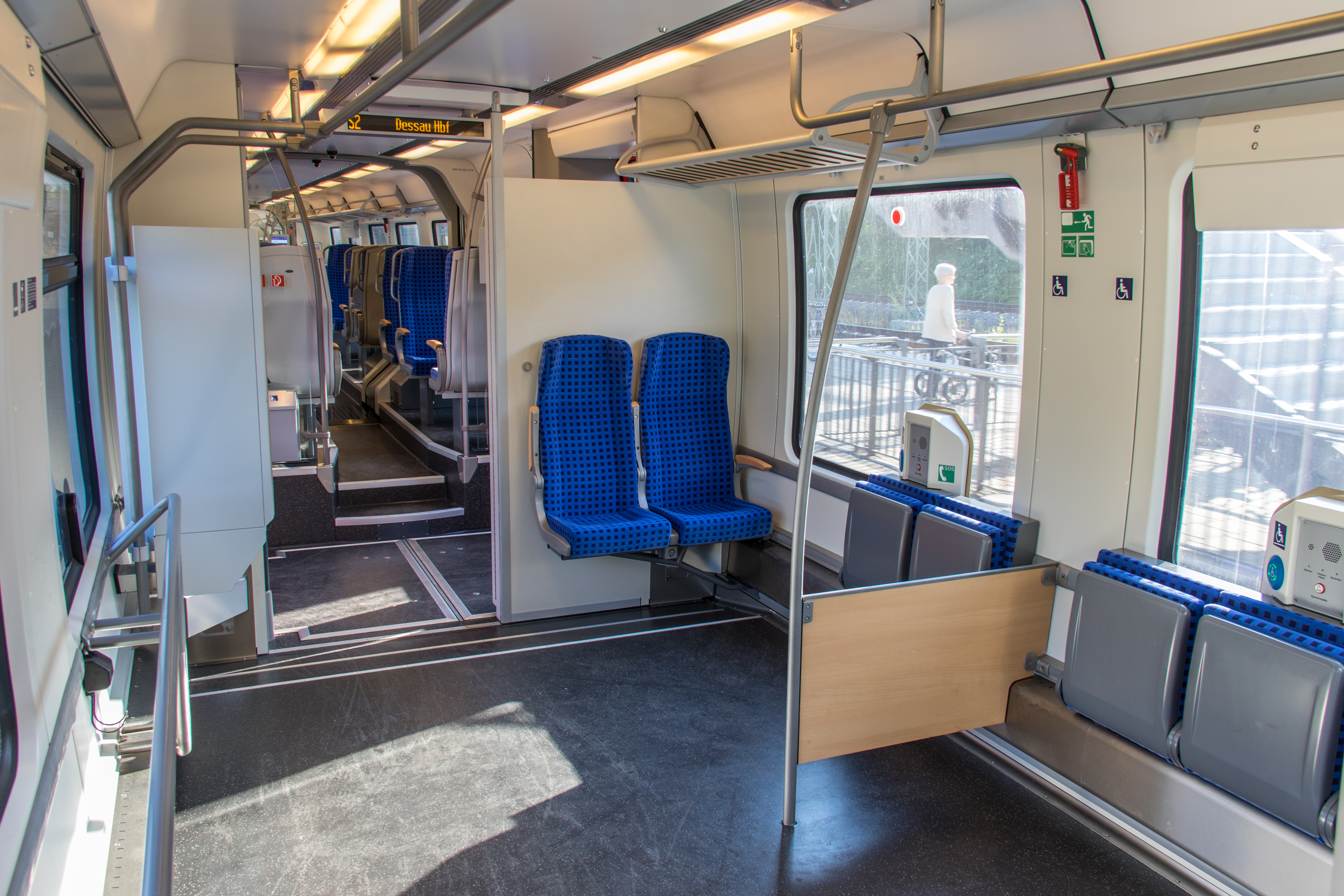
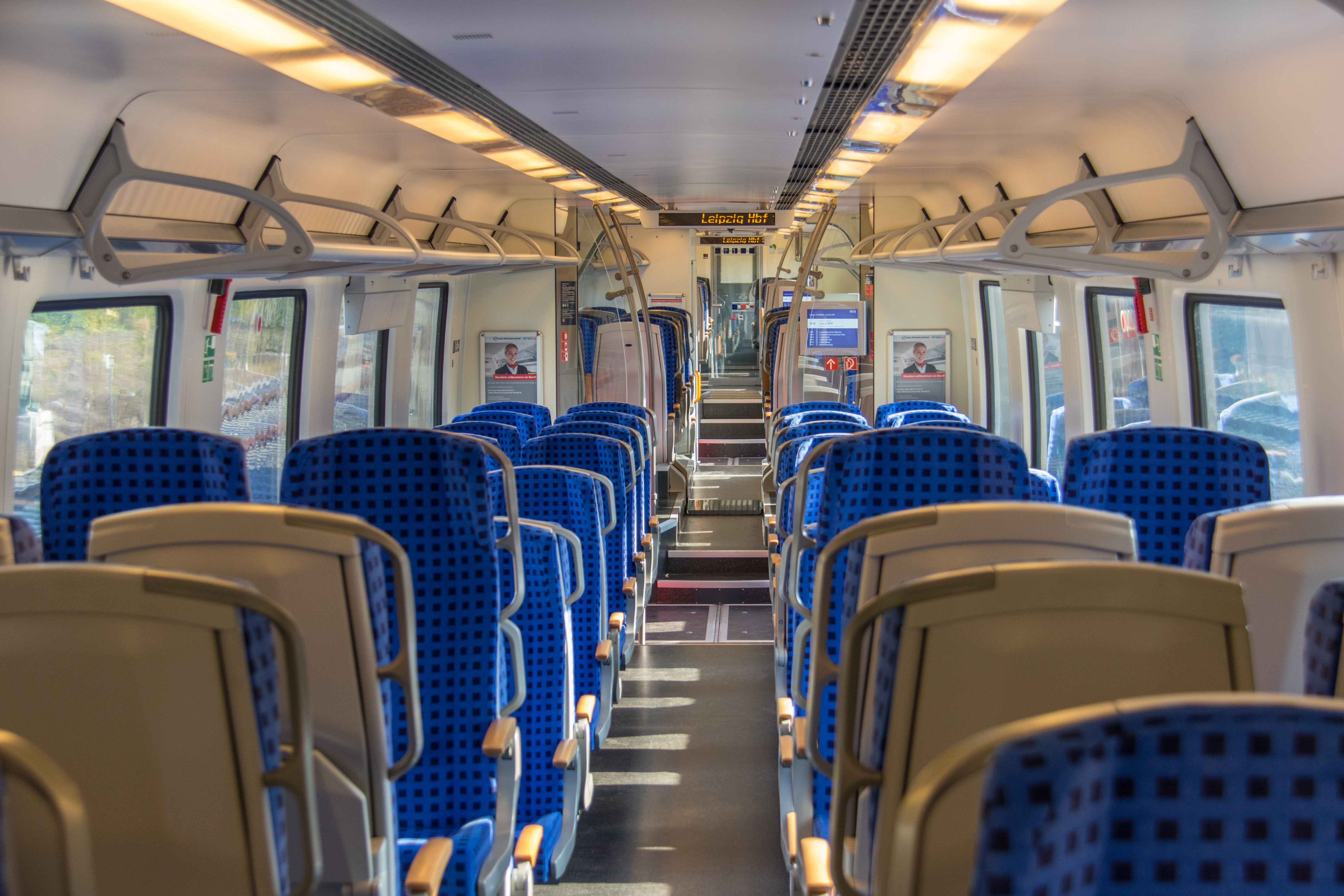
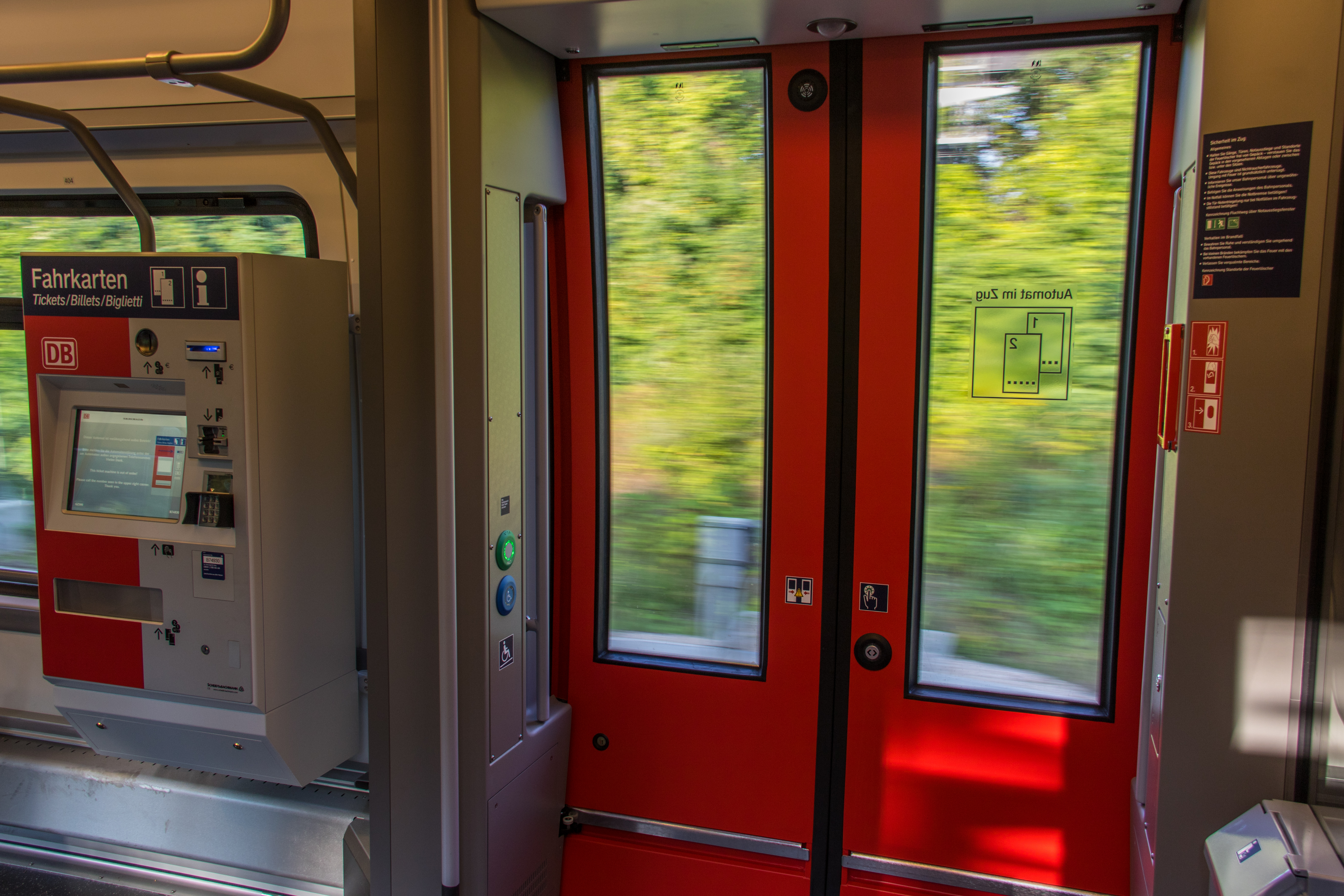
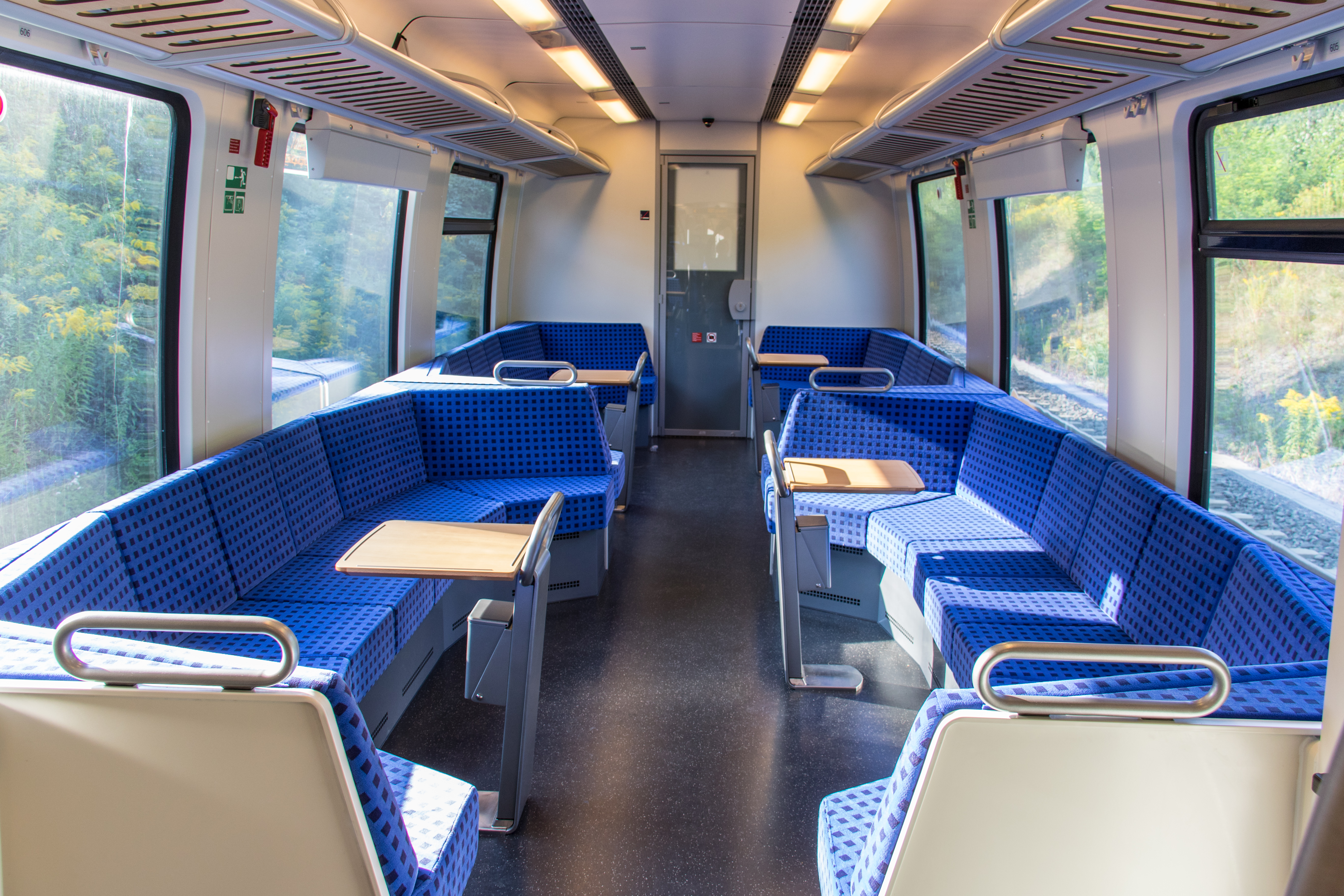
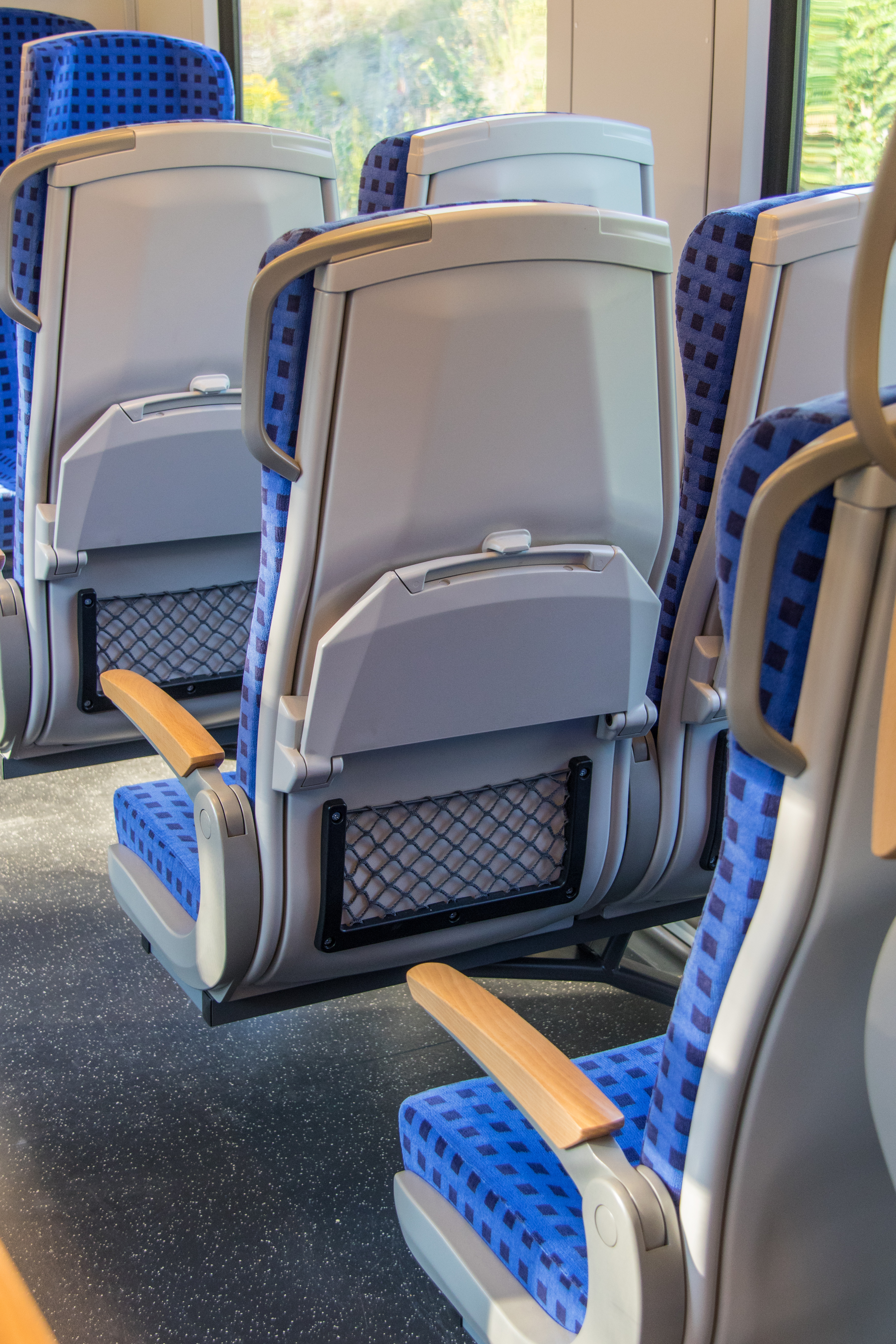